# Her Story
Her Story è un film interattivo, creato e sviluppato da Sam Barlow, scrittore e designer di Silent Hill: Shattered Memories, pubblicato il 24 giugno 2015 e disponibile per Microsoft Windows, OS X, iOS e Android.
Alla sua uscita, il gioco ha ottenuto recensioni positive raggiungendo la quota di 100 000 copie vendute in un mese.
Ha ricevuto vari riconoscimenti, tra cui il Game of the Year nel 2015.
Il gioco rappresenta il primo progetto indipendente di Barlow successivamente allo scioglimento di Climax Studios, la casa di sviluppo di cui faceva parte.

## Trama
La narrazione della trama procede in maniera non-lineare tramite la visualizzazione di video che inizialmente mostrano una donna, che afferma di chiamarsi Hannah Smith, interrogata dalla polizia riguardo alla scomparsa del marito Simon. Successivamente si scopre la morte di quest'ultimo. 
Negli interrogatori, Hannah ammette di aver avuto dei problemi nella sua relazione, ma possiede un alibi per la sera dell'omicidio. Guardando gli interrogatori, si scoprono delle incongruenze riguardo all'identità di Hannah. Lividi e tatuaggi che spariscono da un giorno all'altro fanno allertare il poliziotto, che sottopone Hannah alla macchina della verità. Si scopre così che Hannah non è una sola donna ma è interpretata da due gemelle, Hannah ed Eve, separate alla nascita dall'ostetrica Florence. Quest'ultima, vedova di un reduce di guerra e follemente desiderosa di avere un figlio, convince la madre della morte naturale di Eve e la accudisce in segreto come fosse sua figlia. 
Le due gemelle non erano a conoscenza dell'esistenza l'una dell'altra, si sono incontrate solo qualche anno dopo e a quel punto hanno deciso di agire come una singola persona, tenendo insieme un diario contenente delle regole per impersonare Hannah ed assumere così la medesima identità.
Alla morte dell'ostetrica, Eve si trasferisce nella mansarda della sorella. Dopo il loro incontro, Hannah inizia ad uscire con Simon, suo collega di lavoro alla vetreria. Nonostante le regole del diario lo vietassero, la gemella intraprende una relazione intima con Simon e resta incinta. Questo fa arrabbiare Eve, che tenta di avere un bambino da altri uomini, ma scopre di essere sterile. All'ottavo mese Hannah perde il bambino. 
Dopo anni, Simon incontra Eve nel bar in cui lei fa la cantante e consumano un rapporto intimo da cui scaturisce la gravidanza di Eve.  Il giorno del compleanno di Hannah, Simon le regala uno specchio fatto a mano, ma i due hanno una discussione e la ragazza rivela di avere una sorella gemella che aspetta un bambino. Simon capisce subito di essere il padre e lascia Hannah decidendo di stare con Eve. 
Secondo ciò che dice Eve negli interrogatori, Hannah le ruba la parrucca che usava nelle sue attività autonome e si incontra con Simon, il quale le regala uno specchio molto simile a quello precedentemente regalato ad Hannah. Ne scaturisce una lite furiosa che porta Hannah a perdere il controllo e a colpire mortalmente Simon con un pezzo di vetro dello specchio. Eve torna a casa e trova Hannah sotto shock vicino al corpo di Simon. È in quel momento che le sorelle decidono di inventarsi un alibi e denunciare alla polizia la scomparsa di Simon.
Quando il giocatore visualizza la maggior parte dei video, si apre una finestra di chat che gli chiede se ha finito. Una volta data la risposta affermativa, il giocatore scopre di essere Sarah, la figlia di Eve. La chat chiede a Sarah se ha compreso le motivazioni alla base delle azioni di sua madre e infine le chiede di incontrarla fuori.

## Modalità di gioco
Her Story è un gioco investigativo in video full-motion; il gameplay si basa sull'interazione con un computer, contenente diversi file di testo, un cestino, il minigioco Mirror Game con strutture simili al gioco Othello  e un database della polizia chiamato "L.O.G.I.C.". Una volta aperto il gioco, il giocatore potrà vedere nel database 5 brevi video ambientati nel 1994, riguardanti un interrogatorio della polizia nei confronti di una donna (interpretata da Viva Seifert). 
Lo scopo del gioco è di indagare sul caso, guardando attentamente i video e digitando nella barra di ricerca del database le parole-chiave che devono essere scoperte dal giocatore e che permettono di sbloccare nuovi video. Il database è dotato di una griglia costituita da quadratini che rappresentano tutti i video contenuti al suo interno. I quadratini rossi indicano i video non ancora visualizzati, mentre i quadratini verdi segnalano i video già visualizzati.

## Sviluppo
Il gioco è stato ideato e sviluppato da Sam Barlow, il quale voleva creare un gioco investigativo fin da quando lavorava al Climax Studios, ma ha deciso di lavorare al progetto in maniera indipendente. L'idea per il gioco è stata ispirata da un programma poliziesco degli anni '90, Homicide: Life on the Street. A Barlow piaceva l'idea dell'interrogatorio con il principale sospettato e pensava che una presentazione simile avrebbe reso il gioco un indie intelligente. Con l'idea in mente, Barlow scrisse il copione, da far recitare all'attrice Viva Siefert, con la quale aveva già lavorato in precedenza.
L'intenzione di Barlow era di creare un prodotto valido nonostante il budget limitato. Lo sviluppatore decise di darsi un anno di tempo.
(Sam Barlow)
Her Story è stato rilasciato su Steam e lo sviluppo è stato reso possibile grazie al supporto di Indie Fund. Il gioco è stato pubblicato il 24 giugno 2015 per Microsoft Windows, OS X e iOS. Una versione per Android è stata distribuita il 29 giugno 2016. 
Secondo Barlow giocare Her Story su un dispositivo mobile è un'esperienza da divano.

## Colonna sonora e audio
Barlow voleva che l'audio fosse autentico, così che il giocatore potesse immedesimarsi. 
Aggiunse al gioco veri suoni d'ambiente, utilizzò una vecchia tastiera per riprodurre i suoni tipici del pc, aggiunse anche i rumori del mouse, la sirena della polizia, i suoni di avvio del computer e altri suoni di apparecchiature elettroniche.
Per la colonna sonora, si affidò al musicista e compositore Chris Zabriskie, che compose per lui otto brani musicali.

## Sequel
Sam Barlow ha annunciato attraverso la piattaforma Twitter di essere al lavoro sulla sceneggiatura di un sequel per Her Story. Non sarà un seguito diretto ma spirituale, recitato anch'esso in live action.

## Premi
IGF 2016
- -Seumas McNally Grand Prize
- -Excellence in Narrative

BAFTA 2016
- -Game Innovation
- -Debut Game
- -Mobile & Handheld

IndieCade 2015
- -Grand Jury Award

The Game Awards 2015
- -Best Narrative
- -Best Performance

Golden Joysticks 2015
- -Breakthrough Award

GDC Awards 2016
- -Innovation Award
- -Best Narrative
- -Best Handheld/Mobile

Develop Awards 2016
- -Use of Narrative
- -Micro Studio
- -New Games IP – PC/console

Geneva International Film Festival 2015
- -Reflet d’Or for Best Transmedia Project

Ars Independent Festival
- -Special Distinction

12th IMGA
- -Grand Prix
- -Excellence in Innovation
- -Excellence in Storytelling

SXSW Gaming Awards 2016
- -Best Mobile Game

Emotional Game Awards 2016
- -Best Emotional Mobile & Handheld

Webby Awards 2016
- -Best Mobile Game